# Murchisonmeteoriten

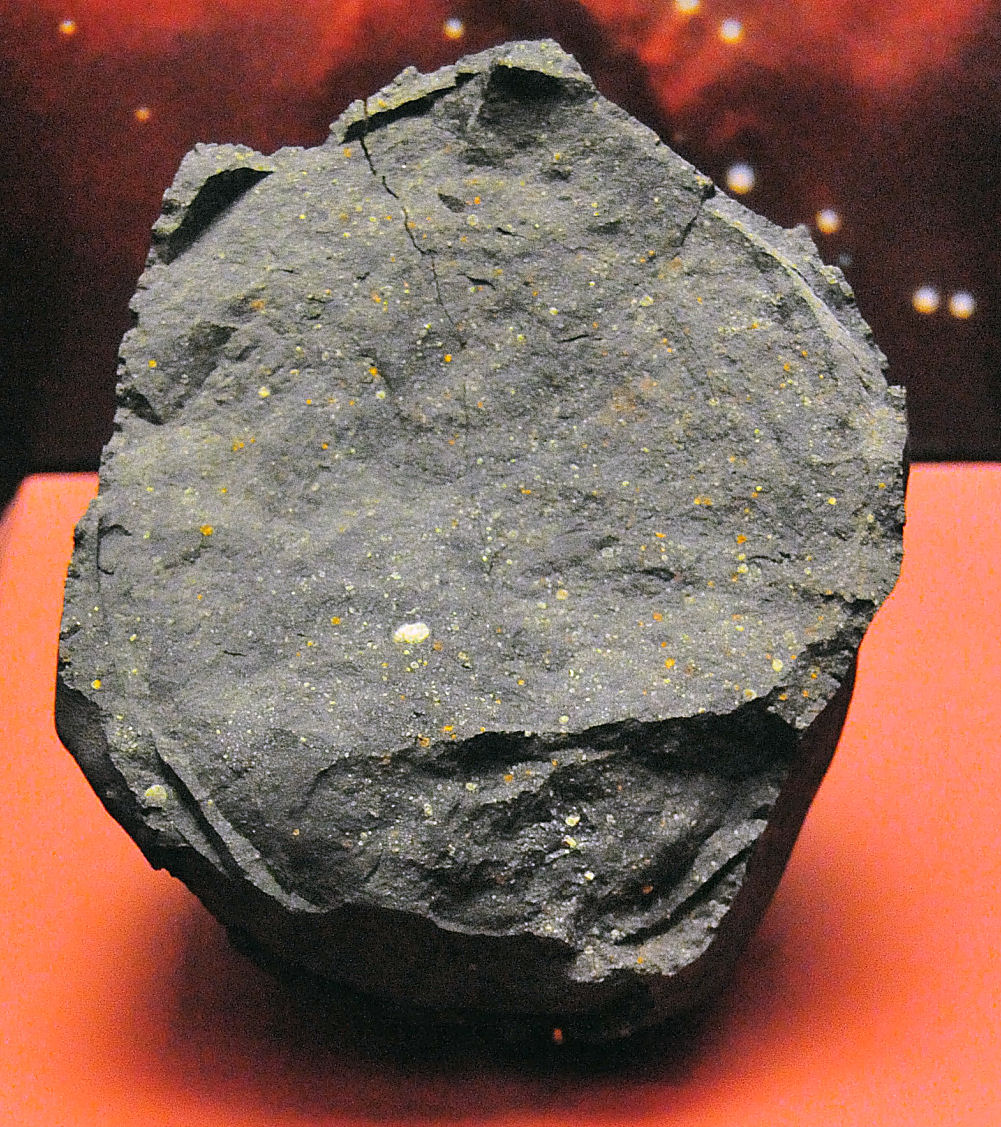
Fragment av Murchisonmeteoriten

Murchisonmeteoriten är en meteorit som rammade jorden den 28 september 1969 kl. 10.58, nära staden Murchison, Victoria i Australien, där en lysande eldkula observerades, innan den slog ned. Meteoritfragment hittades över ett mer än 13 km² stort område, av vilka det största väger cirka 7 kg. Den samlade massan av alla funna meteoritfragment överstiger 100 kg.
Undersökningar av Murchisonmeteoriten har avslöjat ett betydande innehåll av komplexa kolhaltiga molekyler av många olika slag: puriner, pyrimidiner, aminosyror, kolväten, alkoholer med flera. Särskilt förekomsten av puriner och pyrimidiner med detta utomjordiska ursprung har väckt intresse på grund av deras roll som elementära byggstenar och kod-element i DNA och RNA.